# MobyGames
MobyGames é um site de Internet em língua inglesa dedicado a catalogar jogos eletrônicos de consoles e computadores. Tem um extenso banco de dados contendo informações gerais sobre jogos de todas as épocas e plataformas. O objetivo do sítio é definido da seguinte maneira por sua FAQ: "meticulosamente catalogar toda informação relevante sobre jogos eletrônicos (de computadores, consoles e arcades) numa base de jogo-a-jogo, e então oferecer a informação por meio de pesquisas flexíveis e data-mining. Numa linguagem leiga, é um enorme banco de dados de jogos". À época da lavra deste artigo (Junho de 2006), tal catálogo inclui mais de 76 plataformas de jogos separadas (consoles, computadores e portáteis incluindo telefones móveis) e mais de 14.000 jogos.
MobyGames é construído num esquema de "qualidade invés de quantidade", e a razão por muitos jogos estarem ausentes do sítio é que ainda nenhum usuário contribuiu informação válida e aplicável a seu respeito. Está sediado em São Francisco (Califórnia).

## Histórico
Foi fundado em 1º de março de 1999 por Jim Leonard, Brian Hirt e David Berk com a intenção de documentar e arquivar informações sobre toda a sorte de jogos eletrônicos, com exceção de fliperamas e pinballs.
Em setembro de 2013, a GameFly, uma empresa de locação de games que foi proprietária da MobyGames desde 2010, implantou um novo design no site em lugar do tradicional que já vinha por muitos anos, o que não agradou a muitos usuários que em protesto deixaram de contribuir para o site e pedem em seus perfis por meio de uma imagem no avatar a volta imediata do visual antigo. Mas, em 18 dezembro de 2013, foi anunciado que portal voltará a ter seu visual tradicional. O sítio foi adquirido por uma outra empresa, a Blue Flame Labs.
Em novembro de 2021, a Atari anunciou que tinha interesse em comprar o MobyGames, por 1,5 milhões de dólares, da dona Antstream. O acordo foi fechado em março de 2022.